# Шлегель, Иоганн Адольф
Иоганн Адольф Шлегель (17 сентября 1721, Мейсен — 16 сентября 1793, Ганновер) — немецкий писатель

, поэт и протестантский проповедник, брат Иоганна Элиаса Шлегеля и Иоганна Генриха Шлегеля. Отец писателей Августа Вильгельма и Фридриха Шлегелей.

## Биография
Иоганн Адольф Шлегель родился 17 сентября 1721 года в Мейсене, в семье коллегиального синдика Иоганна Фридриха Шлегеля (1689—1748/1749) и его жены Марии Шлегель, урождённой Ребекке (1695—1736). Его дедом по отцовской линии был Иоганн Элиас Шлегель (1664—1718), а прадедом по отцовской линии был лютеранский богослов Кристоф Шлегель (1613—1678), а прапрадедом по отцовской линии был протестантский богослов Мартин Шлегель (1581—1640). Завершив получение религиозного образования в Лейпциге в 1751 году, он получил сан диакона и одновременно стал лектором по богословию в земельной школе Пфорта. В 1754 году стал пастором и профессором богословия в Цербсте. В 1759 году стал пастором Рыночной церкви в Ганновере. В 1775 году вошёл в состав консистории и получил сан декана в церкви Нойштедтера в Ганновере. До конца жизни прожил в этом городе.

## Семья
Иоганн Адольф Шлегель был женат на Иоганне Христиане Эрдмуте Шлегель, урождённой Хюбш (1735—1811), дочери профессора математики. У них было десять детей, в том числе лютеранский богослов и публицист Карл Август Мориц Шлегель (1756—1826), консисториальный советник и член Сословного собрания Королевства Ганновер Иоганн Карл Фюрхтеготт Шлегель (1758—1831) и картограф Карл Август Шлегель (1762—1789).
Его младшими сыновьями были писатели Август Вильгельм Шлегель (1767—1845) и Фридрих Шлегель (1772—1829), которые иногда называются одними из самых значительных представителей раннего романтизма в немецкой поэзии. Сотрудничал в популярном в то время литературном журнале «Bremischen Beiträge»; несмотря на активную литературную деятельность и написание большого количества духовных стихотворений и песен религиозного содержания, на сегодняшний день сохранился лишь один его гимн. Напечатал с дополнениями немецкий перевод произведения Шарля Баттё «Einschränkung der schönen Künste auf einen Grundsatz» (Лейпциг, 1759; 3-е издание, 1770).